# Josef Čihák (politik)
Josef Čihák (31. května 1908 Vyhnanice – 23. ledna 1989) byl český a československý politik, poválečný poslanec Prozatímního a Ústavodárného Národního shromáždění a Národního shromáždění ČSR za Komunistickou stranu Československa.

## Biografie
Pocházel ze zemědělské rodiny v jihočeských Vyhnanicích. Vystudoval obecnou a měšťanskou školu a reálné gymnázium v Táboře. Po složení maturity pracoval coby úředník v textilní továrně ve Šluknově, následně se vrátil do rodných Vyhnanic. Ve školním roce 1940/1941 učil na Lidové škole hospodářské v nedalekých Hlavatcích, později byl hostinským.
Na konci druhé světové války byl členem odbojové skupiny Táborité a velitelem její místní skupiny ve Vyhnanicích. Hned po osvobození v roce 1945 se stal předsedou ONV v Milevsku. 30. září 1945 byl v této funkci potvrzen. Poté, co ale od října 1945 nastoupil do parlamentu, byl řízením ONV pověřen dočasně František Roubík, který se roku 1946 stal řádným předsedou ONV.
V letech 1945-1946 byl poslancem Prozatímního Národního shromáždění za KSČ. Mandát obhájil v parlamentních volbách v roce 1946 a stal se poslancem Ústavodárného Národního shromáždění. V parlamentu působil v zemědělském a ústavním výboru. Nenáležel ovšem mezi aktivní poslance. V parlamentních volbách v roce 1948 byl zvolen za volební kraj Tábor do Národního shromáždění, v němž setrval do června 1952, kdy se vzdal mandátu a nahradil ho František Kutiš.
V roce 1949 Čihák inicioval vznik přípravného výboru k založení jednotného zemědělského družstva ve Vyhnanicích, do kterého se ale zapojilo pouze pět místních malozemědělců. Úředníci ministerstva zemědělství kritizovali menšinový charakter vznikajícího JZD a komunistické straně doporučili, aby stranické orgány bez ohledu na to, že drží tomuto družstvu palec soudruh poslanec Čihák, vyšetřily přísně okolnosti, za jakých družstvo vzniklo. Roku 1950 Čihák zajistil pro JZD ve Vyhnanicích převzetí bývalého zbytkového statku, jenž dosud byl ve správě Československých státních statků. JZD se pak rychle z pozice outsidera stalo vzorovým družstvem. Roku 1952 pak právě zde natočili mladí Karel Kachyňa a Vojtěch Jasný propagandistický snímek Neobyčejná léta o kolektivizaci. Komise posuzující scénář tohoto filmu se ovšem vyslovila pro potlačení role poslance Čiháka v tomto díle, protože jeho výroky měly působit příliš schematicky. Vojtěch Jasný v roce 2012 vzpomínal na natáčení filmu a vybavil si Josefa Čiháka jako aktivního nadšence Gottwalda, jenž do Vyhnanic pozval sovětské kolchozníky, kteří pak byli zapojeni do natáčení.
V roce 1948 se Čihák uvádí jako instruktor krajského sekretariátu KSČ v Českých Budějovicích. Na VIII. sjezdu KSČ byl zvolen náhradníkem Ústředního výboru Komunistické strany Československa.